# Werfermühle
Werfermühle ist ein Ortsteil der Gemeinde Windeck im Rhein-Sieg-Kreis. Ursprung ist eine Wassermühle.

## Lage
Werfermühle liegt in Alleinlage im Tal des Igelsbach in einer Höhe von 190–210 m ü. NHN auf dem Leuscheid. Entfernte Nachbarorte sind Ohmbach im Norden, Reidershof im Osten, Alsen im Süden und Werfen und Herchen-Bahnhof im Westen. Werfermühle wird von der Landesstraße 312 durchzogen, die es mit den Orten Herchen und Leuscheid verbindet.

## Geschichte
1001 gab es hier nur den Mühlenbesitzer und Wirt F. W. Lenz.
1910 gab es in Werfermühle zwei Haushalte: Ackerer Wilhelm Hundhausen und Gastwirt und Mühlenbetreiber Karl Hundhausen.
1925 war nur der Landwirt Johann Henkel verzeichnet.